# Campeonato Goiano de Futebol de 1948
O Campeonato Goiano de Futebol de 1948, originalmente denominado Campeonato Goianiense pela FGF, foi a sétima edição do Campeonato Goianiense e a quinta a ser reconhecida como estadual. O Goiânia, após vencer o Atlético Goianiense na última rodada, sagrou-se campeão goiano pela terceira vez e campeão goianiense pela quinta vez.
Esta edição contou com a participação de sete clubes. O campeão Goiânia disputou doze partidas, com nove vitórias, dois empates e uma derrota, 44 gols a favor e 8 contra.
Apesar de sua importância, e de seu vencedor ser considerado o campeão goiano já na época de sua disputa por alguns órgãos de imprensa, o torneio era oficialmente um campeonato da cidade de Goiânia. O Campeonato Goiano Amador só foi ter sua primeira edição um mês antes do início do campeonato goianiense de 1948. Apesar disso, esta edição é reconhecida como Campeonato Goiano.

## História
O Campeonato Goianiense de 1948 foi a sétima edição da competição municipal de clubes de futebol filiados a FGF. Apesar do certame ter sido instituído em 1940 pela FGF com a finalidade de apontar o clube campeão goianiense da temporada, a primeira edição a ser reconhecida como estadual foi a de 1944.
Após o título da União Operária, e o fracasso do Atlético Goianiense, no Campeonato Goiano Amador de 1947, a FGF resolveu convidar o clube anapolino para a disputa do torneio goianiense de 1948. Os "Operários" chegaram a ser inscritos no Torneio Início. No entanto, foram substituídos pela recém-fundada Anapolina, clube fundado por ex-membros do Anápolis Sport Club.

## Torneio Início
O Goiás foi campeão do torneio, pela primeira vez, vencendo todos os seus jogos.

### Esquema
|  | Quartas de final | Quartas de final    | Quartas de final |  |  | Semifinais | Semifinais     | Semifinais |  |  | Finais | Finais  | Finais |
|  |                  |                     |                  |  |  |            |                |            |  |  |        |         |        |
|  | 4                | Goiás               | 1                |  |  |            |                |            |  |  |        |         |        |
|  | 5                | Botafogo            | 0                |  |  |            |                |            |  |  |        |         |        |
|  |                  |                     |                  |  |  | 1          | União Operária | 0          |  |  |        |         |        |
|  |                  |                     |                  |  |  |            | Goiás          | W.O.       |  |  |        |         |        |
|  |                  |                     |                  |  |  |            |                |            |  |  |        |         |        |
|  |                  |                     |                  |  |  |            |                |            |  |  |        | Goiás   | 3      |
|  | 2                | Goiânia             | 1                |  |  |            |                |            |  |  |        | Goiânia | 1      |
|  | 7                | ABG                 | 0                |  |  |            |                |            |  |  |        |         |        |
|  |                  |                     |                  |  |  |            | Goiânia (esc)  | 0 (2)      |  |  |        |         |        |
|  |                  |                     |                  |  |  |            | Vila Nova      | 0 (0)      |  |  |        |         |        |
|  | 3                | Vila Nova           | 2                |  |  |            |                |            |  |  |        |         |        |
|  | 6                | Atlético Goianiense | 0                |  |  |            |                |            |  |  |        |         |        |

### Premiação
| Torneio Início Goiano 1948 |
| -------------------------- |
| Goiás Campeão (1º título)  |

## Regulamento
O Campeonato Goianiense de 1948 é disputado por sete clubes em dois turnos. Em cada turno, todos os clubes jogam entre si uma única vez. Os jogos do segundo turno serão realizados em ordem aleatória, apenas com o mando de campo invertido. Não há campeões por turnos, sendo declarado campeão goianiense o clube que obtiver o maior número de pontos após as 27 rodadas.

## Participantes
| Equipe              | Cidade   | Em 1947 | Participação | Títulos            |
| ------------------- | -------- | ------- | ------------ | ------------------ |
| Anapolina           | Anápolis | NP      | 1ª/1ª        | 0 (não possui)     |
| Atlético Goianiense | Goiânia  | 1º      | 6ª/5ª        | 2 (último em 1947) |
| Botafogo            | Goiânia  | NP      | 1ª/1ª        | 0 (não possui)     |
| Goiânia             | Goiânia  | 2º      | 7ª/5ª        | 4 (último em 1946) |
| Goiás               | Goiânia  | 4º      | 6ª/5ª        | 0 (não possui)     |
| Independente        | Goiânia  | 7º      | 3ª/3ª        | 0 (não possui)     |
| Vila Nova           | Goiânia  | 6º      | 6ª/5ª        | 0 (não possui)     |

## Estádios
Esses foram os estádios utilizados no Campeonato Goianiense de 1948.

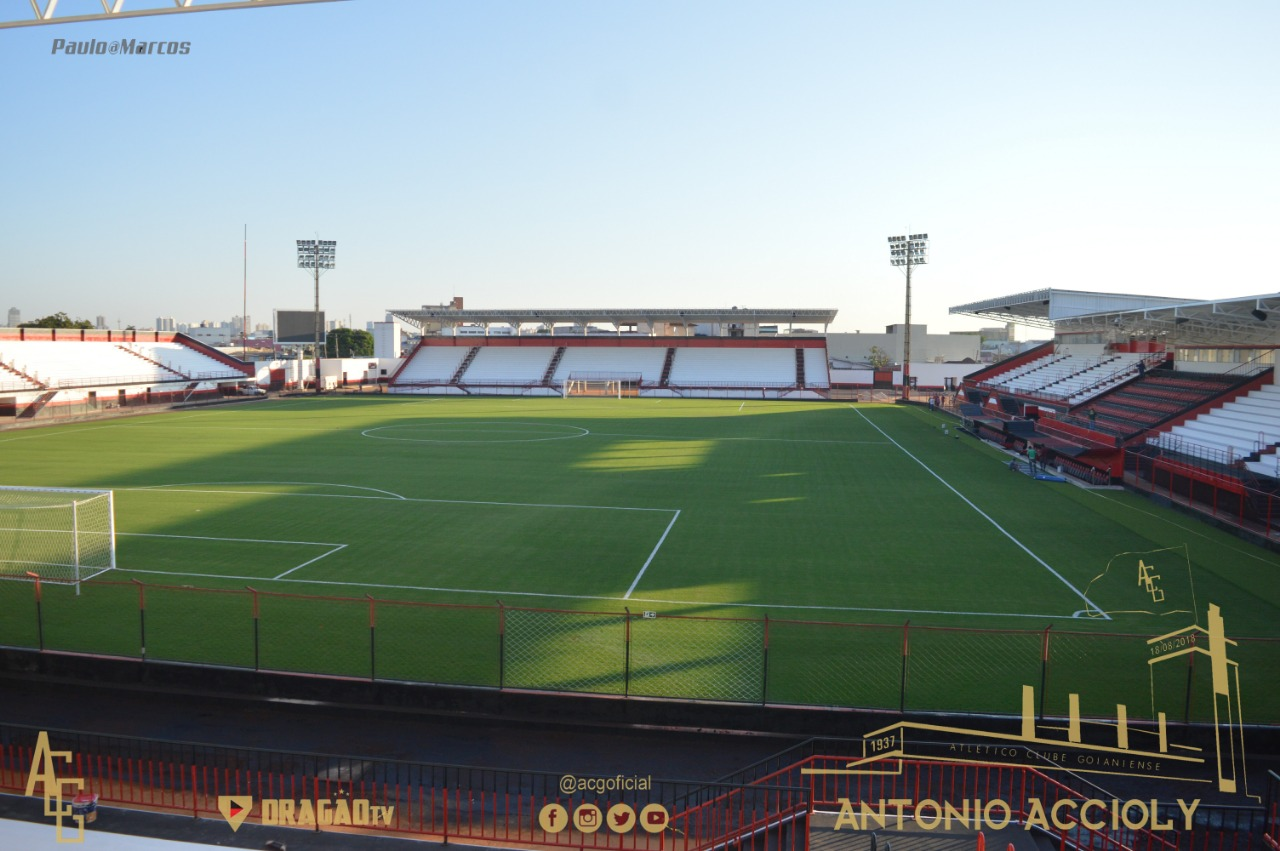
Antonio Accioly
Manoel Demóstenes
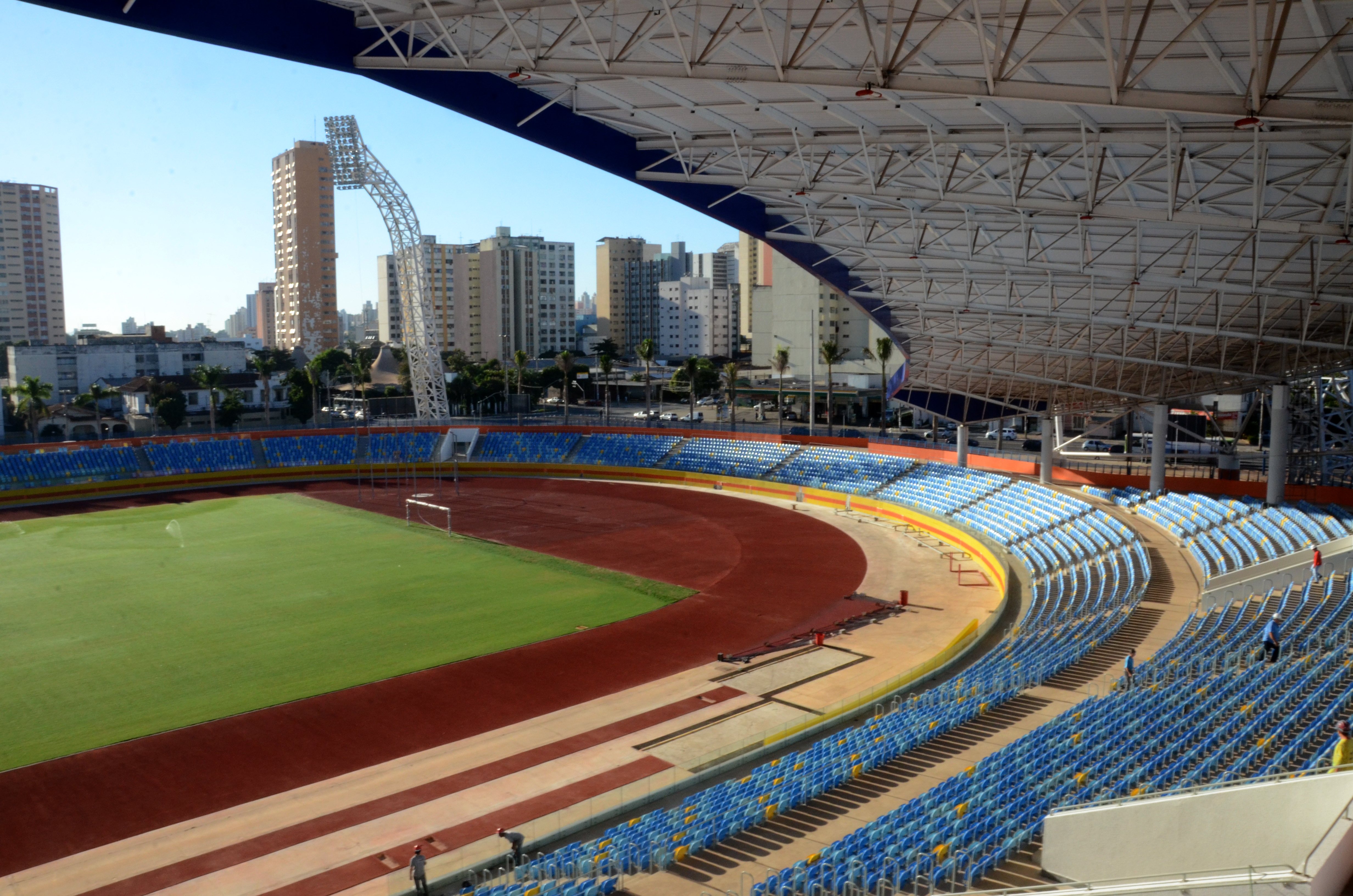
Pedro Ludovico Teixeira

## Arbitragem
O Campeonato Goianiense de 1948 teve ao todo 11 árbitros, sendo dez da Federação Goiana e um da Federação Paulista. O juiz que mais apitou foi Ademar Henrique com 16 partidas, seguido por João Brugger com 14.
| Federação | Árbitro         | Partidas |
| --------- | --------------- | -------- |
| FGF       | Ademar Henrique | 16       |
| FGF       | Catulo Nunes    | 3        |
| FGF       | Cláudio Leda    | 1        |
| FGF       | Edmundo Martins | 1        |
| FGF       | Edmundo Rabelo  | 1        |
| FGF       | Edson Hermano   | 1        |
| FGF       | Jason Santana   | 1        |
| FGF       | João Brugger    | 14       |
| FGF       | Mário Neto      | 2        |
| FGF       | Sebastião Phara | 1        |
| FPF       | José Cortezia   | 1        |

## Classificação
Fonte: 
| Pos | Equipe              | PG | J  | V | E | D  | GP | GS | SG  | AP   |
| --- | ------------------- | -- | -- | - | - | -- | -- | -- | --- | ---- |
| 1   | Goiânia             | 20 | 12 | 9 | 2 | 1  | 44 | 8  | +36 | 83.0 |
| 2   | Atlético Goianiense | 19 | 12 | 9 | 1 | 2  | 57 | 10 | +47 | 79.0 |
| 3   | Goiás               | 17 | 12 | 8 | 1 | 3  | 43 | 16 | +27 | 71.0 |
| 4   | Anapolina           | 10 | 12 | 5 | 0 | 7  | 24 | 25 | -1  | 42.0 |
| 5   | Independente        | 9  | 12 | 4 | 1 | 7  | 20 | 47 | -27 | 38.0 |
| 6   | Vila Nova           | 5  | 12 | 2 | 1 | 9  | 18 | 39 | -21 | 21.0 |
| 7   | Botafogo            | 4  | 12 | 2 | 0 | 10 | 13 | 74 | -61 | 17.0 |

### Jogo do Título
| Domingo, 12 de dezembro de 1948 | Goiânia | 3 – 1  | Atlético Goianiense | Pedro Ludovico Teixeira                                      |
|                                 |         | Súmula |                     | Público: 1 400 Renda: Cr$ 5.608,00 Árbitro: SP José Cortezia |

| Goiânia | Atlético Goianiense |

| Bandeirinhas: João Brugger (Goiás) Ademar Henrique (Goiás) |

### Jogo contraditório

#### Futebol de Goyaz
| Domingo, 8 de agosto de 1948 | Anapolina | W.O. – 0 | Vila Nova | Manoel Demóstenes |
|                              |           | Súmula   |           |                   |

| Anapolina | Vila Nova |

#### Outro resultado
| Domingo, 8 de agosto de 1948 | Anapolina | 2 – 1 | Vila Nova | Manoel Demóstenes |
|                              |           |       |           |                   |

| Anapolina | Vila Nova |

## Premiação
| Campeonato Goiano de 1948   |
| --------------------------- |
| Goiânia Campeão (3º título) |

| Campeonato Goianiense de 1948 |
| ----------------------------- |
| Goiânia Campeão (5º título)   |

## Estatísticas
Atualizado até 27 de setembro de 2024

### Artilharia
| Pos. | Jogador | Equipe              | Gols     |
| ---- | ------- | ------------------- | -------- |
| 1    | Tarzan  | Atlético Goianiense | 19 ou 21 |

### Hat-trick
| Jogador | Clube | Adversário | Placar  | Data          | Ref.  |
| ------- | ----- | ---------- | ------- | ------------- | ----- |
| Foca    | Goiás | Vila Nova  | 6–3 (F) | 17 de outubro | [ 7 ] |
| Foca    | Goiás | ABG        | 8–0 (C) | 16 de maio    | [ 8 ] |
| Goiá    | Goiás | Anapolina  | 4–3 (C) | 16 de maio    | [ 9 ] |

### Manita
| Jogador | Clube | Adversário | Placar  | Data          | Ref.   |
| ------- | ----- | ---------- | ------- | ------------- | ------ |
| Foca    | Goiás | Botafogo   | 8–0 (F) | 5 de dezembro | [ 10 ] |

### Público
Maiores públicos
Estes são os dez maiores públicos do campeonato:
| N.º | Público | Mandante | Placar | Visitante           | Estádio                 | Data           | Rodada |        |
| --- | ------- | -------- | ------ | ------------------- | ----------------------- | -------------- | ------ | ------ |
| 1   | 1 400   | Goiânia  | 3–1    | Atlético Goianiense | Pedro Ludovico Teixeira | 12 de dezembro | 27ª    | [ 11 ] |